# Spring Grove (Minnesota)
Spring Grove – miasto w Stanach Zjednoczonych, w stanie Minnesota, w hrabstwie Houston.